# 1672 w sztukach plastycznych

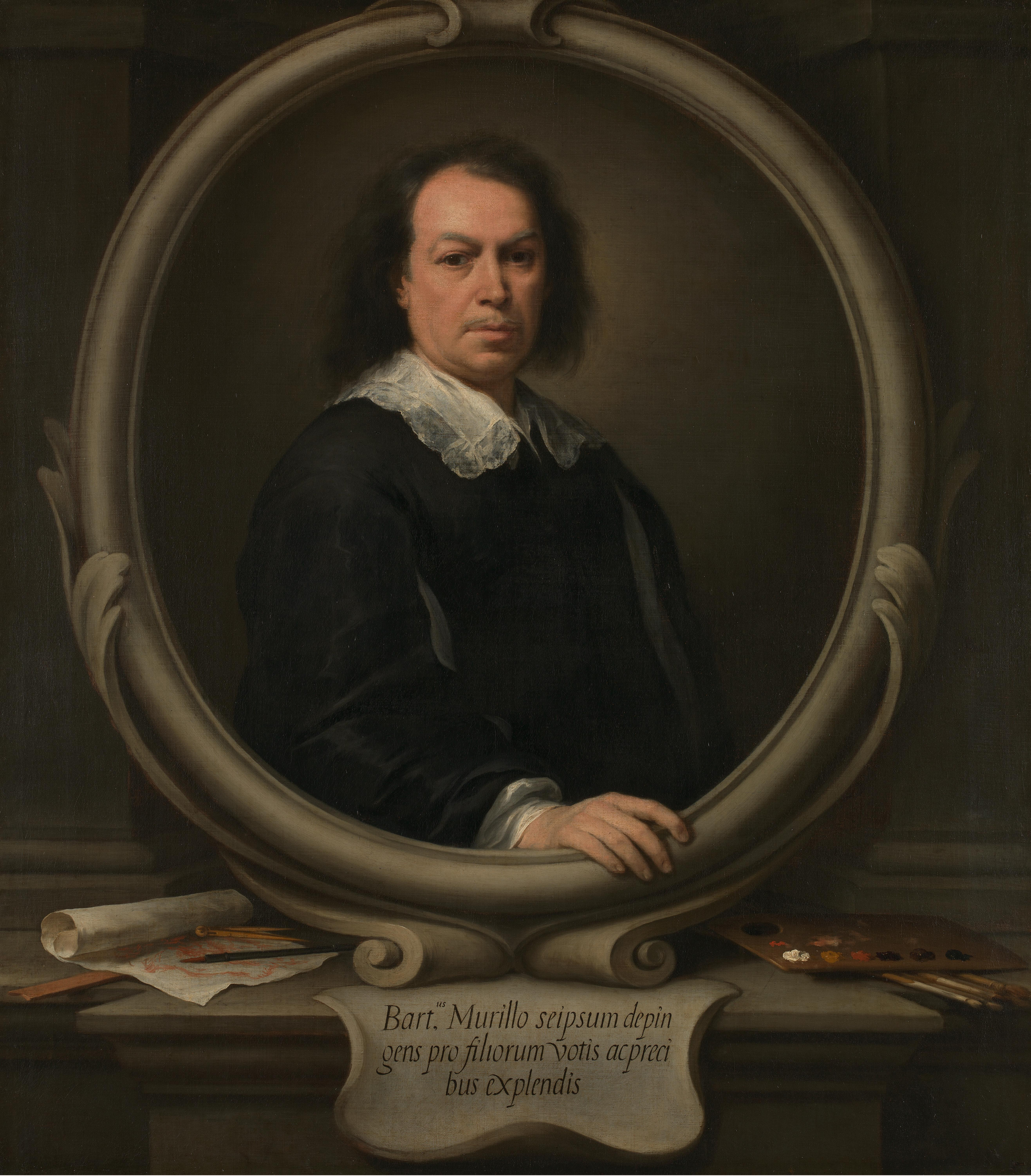
Murillo Autoportret

Wydarzenia w sztukach plastycznych i wizualnych w 1672 roku.

## Malarstwo
- Bartolomé Esteban Murillo

Święty Jan Boży – olej na płótnie, 79×62 cm
Autoportret (1670-1672) – olej na płótnie, 127×122 cm
- Andrzej Stech

Spacer za murami Gdańska (ok. 1670-1672) – olej na płótnie, 86,2x113 cm

## Zmarli
- 21 stycznia – Adriaen van de Velde (ur. 1636), holenderski malarz, pejzażysta